# NGC 5844
NGC 5844 is een planetaire nevel in het sterrenbeeld Zuiderdriehoek. Het hemelobject werd op 2 mei 1835 ontdekt door de Britse astronoom John Herschel.

## Synoniemen
- PK 317-5.1
- ESO 99-PN1
- AM 1506-642